# ベンガルヤマネコ
ベンガルヤマネコ（Prionailurus bengalensis）は、哺乳綱食肉目ネコ科ベンガルヤマネコ属に分類される食肉類。

## 分布
アフガニスタン、インド、インドネシア、カンボジア、シンガポール、タイ王国、大韓民国、中華人民共和国（香港含む）、台湾、朝鮮民主主義人民共和国、日本（対馬、西表島）、ネパール、パキスタン、バングラデシュ、フィリピン、ブータン、ベトナム、マレーシア？、ミャンマー、ラオス、ロシア東部。
日本列島には亜種のツシマヤマネコとイリオモテヤマネコが分布している他にも、栃木県佐野市、埼玉県さいたま市（真福寺貝塚）、神奈川県横浜市（野島貝塚）、山口県山口市などから年代が後期更新世や縄文時代に該当する「ヤマネコ」の可能性のある化石が発見されており。タイワンヤマネコ（P. b. chinensis）と識別されている標本も存在する。

## 形態
額から肩にかけて4 - 5本の暗色の縞模様が入る。耳介の後方は黒い体毛で被われ、白い斑点が入る（虎耳状斑）。
なお、本種とイエネコの交雑種にベンガルという品種が存在する。

## 分類
かつては亜種であるツシマヤマネコ（アムールヤマネコ）やイリオモテヤマネコを独立種とする説もあった。亜種ツシマヤマネコと本種の南アジア個体群とのアイソザイムの分子系統推定では、遺伝的距離が小さいことから本種の亜種とする説が有力とされる。亜種イリオモテヤマネコと本種の東南アジア個体群とのミトコンドリアDNA内の12SやリボソームRNA・チトクロムbの分子系統学的解析が一致あるいはほぼ一致することから本種の亜種とする説が有力とされた。チトクロムbの塩基置換速度および多様度から、亜種イリオモテヤマネコと他亜種は200,000年前に分岐したと推定されている。
以下の分類は主にMSW3 (Wozencraft, 2005) に、分布はIUCN SSC Cat Specialist Group (2017) に従う。一方でMSW3では亜種イリオモテヤマネコを独立種としている。
Prionailurus bengalensis bengalensis (Kerr, 1792)
インド、タイ王国、ミャンマー、インドシナ半島
Prionailurus bengalensis alleni Sody, 1949
海南島
Prionailurus bengalensis borneoensis Brongersma, 1936
ボルネオ島
Prionailurus bengalensis chinensis (Gray, 1837) タイワンヤマネコ
中華人民共和国
Prionailurus bengalensis euptilurus (Elliot, 1871) ツシマヤマネコ、アムールヤマネコ Amur cat
大韓民国、中華人民共和国北東部、朝鮮民主主義人民共和国、日本（対馬）、ロシア南東部。済州島では絶滅。
体長60 - 83センチメートル、尾長25 - 44センチメートル、体重3 - 6.8キログラム。全身は長い体毛で密に被われる。毛衣は灰褐色で、不明瞭な暗褐色の斑紋が入る。額から頭頂部にかけて4本の暗色の縞模様と、2本の白い縞模様が入る。尾に暗褐色の輪状斑が入る。
Prionailurus bengalensis heaneyi Groves, 1997
パラワン島
Prionailurus bengalensis horsfieldi (Gray, 1842)
ネパール、ブータン、カシミール地方
Prionailurus bengalensis iriomotensis (Imaizumi, 1967) イリオモテヤマネコ Iriomote cat
日本（西表島）固有亜種
体長50 - 60センチメートル。尾長23 - 24センチメートル。体重オス3.5 - 4.5キログラム、メス2.5 - 3.5キログラム。尾背面には不規則に暗褐色の斑点が入るが、尾腹面に斑紋が入らない。
Prionailurus bengalensis javanensis (Desmarest, 1816)
ジャワ島、バリ島
Prionailurus bengalensis rabori Groves, 1997
セブ島、ネグロス島、パナイ島
Prionailurus bengalensis sumatranus (Horsfield, 1821)
スマトラ島
Prionailurus bengalensis trevelyani Pocock, 1939
カシミール地方、バロチスタン
スンダ列島・フィリピン個体群を独立種P. javanensisとして分割する説も提唱されている。狭義の本種は大きく南北で2つの系統に分かれるという解析結果が得られている。以下の分類・分布はIUCN SSC Cat Specialist Group (2017) に従う。
Prionailurus bengalensis bengalensis
パキスタンから南アジア・中華人民共和国にかけて
亜種P. b. alleni、P. b. chinensis、P. b. horsfieldi、P. b. trevelyaniはシノニムとされる。
Prionailurus bengalensis euptilurus
中華人民共和国北東部、台湾、日本（対馬、西表島）、ロシア南東部
亜種イリオモテヤマネコはシノニムとされる。

## 生態
哺乳類、鳥類、爬虫類、両生類、魚類、昆虫などを食べる。例として西表島個体群はクマネズミ・クビワオオコウモリ・リュウキュウイノシシの幼獣などの哺乳類、オオクイナ・カルガモ・コノハズク・シロハラ・シロハラクイナなどの鳥類、キシノウエトカゲ、カエル、マダラコオロギ、サワガニ類などを食べる。
繁殖様式は胎生。西表島個体群は12 - 3月に発情期を迎え、4 - 6月に出産・育児を行う。1 - 3頭の幼獣を産む。

## 人間との関係
1977年にネコ科単位でワシントン条約附属書IIに掲載され、1995年に基亜種のインド・タイ・バングラデシュ個体群がワシントン条約附属書に掲載されている。
日本国内では1970年に東山動植物園が初めて本種の飼育下繁殖に成功した。
P. b. euptilurus ツシマヤマネコ
対馬での方言名としてトラゲ・トラネコがある。
日本では主に上島北部に分布するとされていたが、南部へ分布が拡大し下島でも報告例がある。一方で1990年代までは減少傾向、2000 - 2010年代は生息数は安定あるいは減少していると考えられている。広葉樹林の伐採や針葉樹の植林・河川改修・交通事故により生息数が減少し、ニホンジカの増加や移入されたイノシシによる植生の変化や攪乱・ノイヌや猟犬による捕殺・イエネコからの猫免疫不全ウイルス (FIV) や猫白血病ウイルスなどの感染症による影響が懸念されている。生息密度は増加傾向にある地域が多いが、一方で生息密度が非常に高かった地域では減少し平均化していると推定されている。1949年に狩猟が禁止され、1971年に国指定の天然記念物に指定されている。1994年に種の保存法により国内希少野生動植物種に指定されている。対馬での2000年代前半の生息数は80 - 100匹、2010年代前半の生息数は70 - 100匹と推定されている。
絶滅危惧IA類 (CR)（環境省レッドリスト）
P. b. bengalensis イリオモテヤマネコ
方言名としてヤママヤー・ヤマピカリャーがある。
リゾート開発や農地開発・道路改修による低地の生息地の破壊、交通事故、イヌによる捕食などにより生息数は減少している。観光客増加による攪乱、ノネコ（イエネコが野生化したもの）との競合や交雑・感染症も懸念されている。以前は生息数は安定していると考えられていたが、近年は減少傾向にあり特に低地で顕著（1994 - 2008年の減少率は7 - 8 %で低地では9 %）とされる。日本では1972年に国指定の天然記念物、1977年に特別天然記念物に指定されている。1994年に種の保存法により国内希少野生動植物種に指定されている。1994における生息数は108 - 118匹、2008年における生息数は100 - 109匹と推定されている。
絶滅危惧IA類 (CR)（環境省レッドリスト）